# + Moda
+ Moda foi um programa de televisão exibido pela  TV Record Rio de Janeiro aos sábados, de 12h30 até 13h, e apresentado pela ex-modelo Marcelle Bittar. O programa apresentava as tendências da moda e beleza feminina, trazia as dicas dos artistas para roupas, e também tinha espaço para as festas com ou de artistas famosos.
Estreou em 15 de dezembro de 2007, exibido aos sábados apenas para o Rio de Janeiro. Contava com a participação da repórter Michelle Birkheuer, irmã da atriz Letícia Birkheuer. Além de Marcelle, a ex-Miss Brasil Natália Guimarães também chegou a apresentar o programa